# St. Antonius (Saarhölzbach)

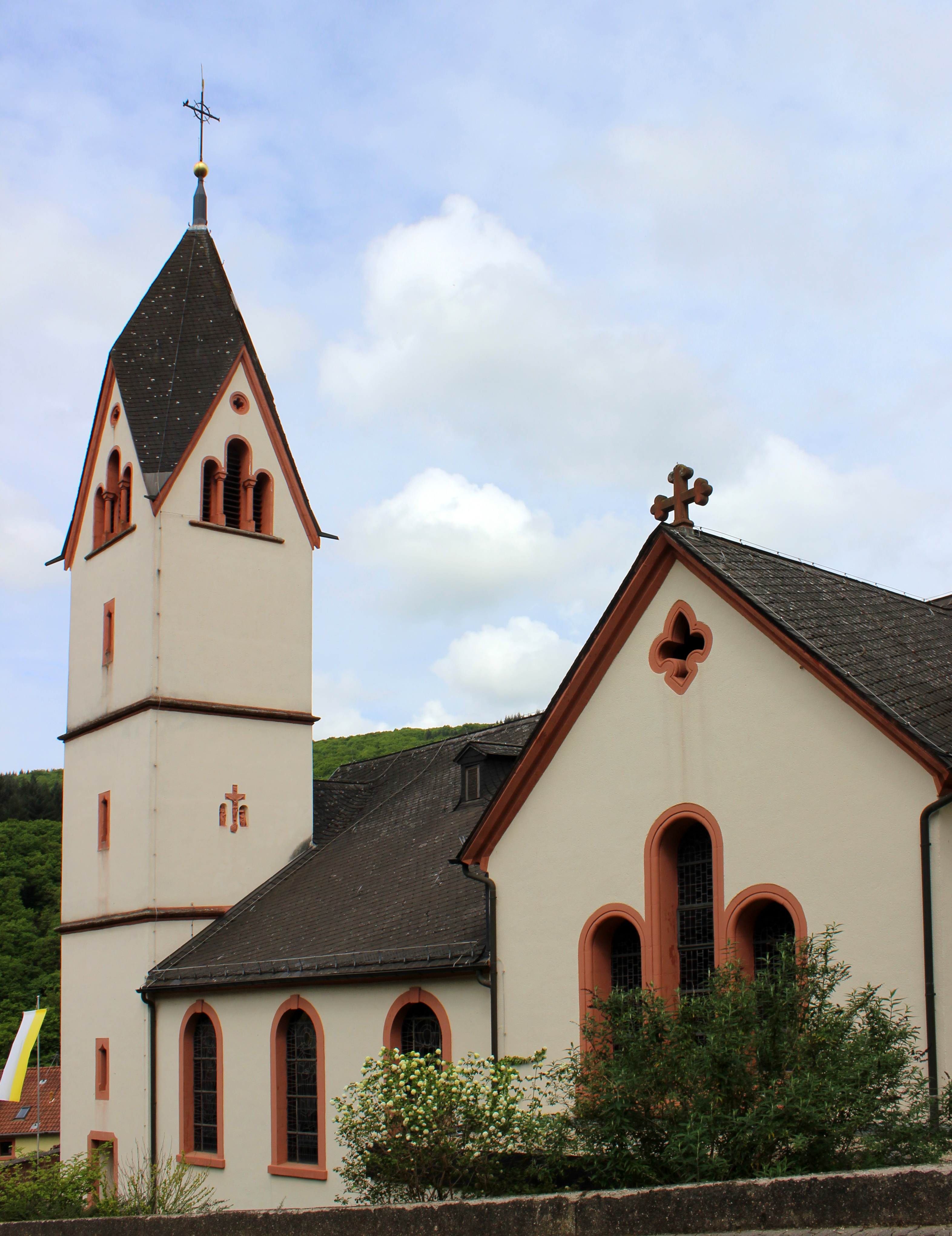
Die St.-Antonius-Kirche in Saarhölzbach

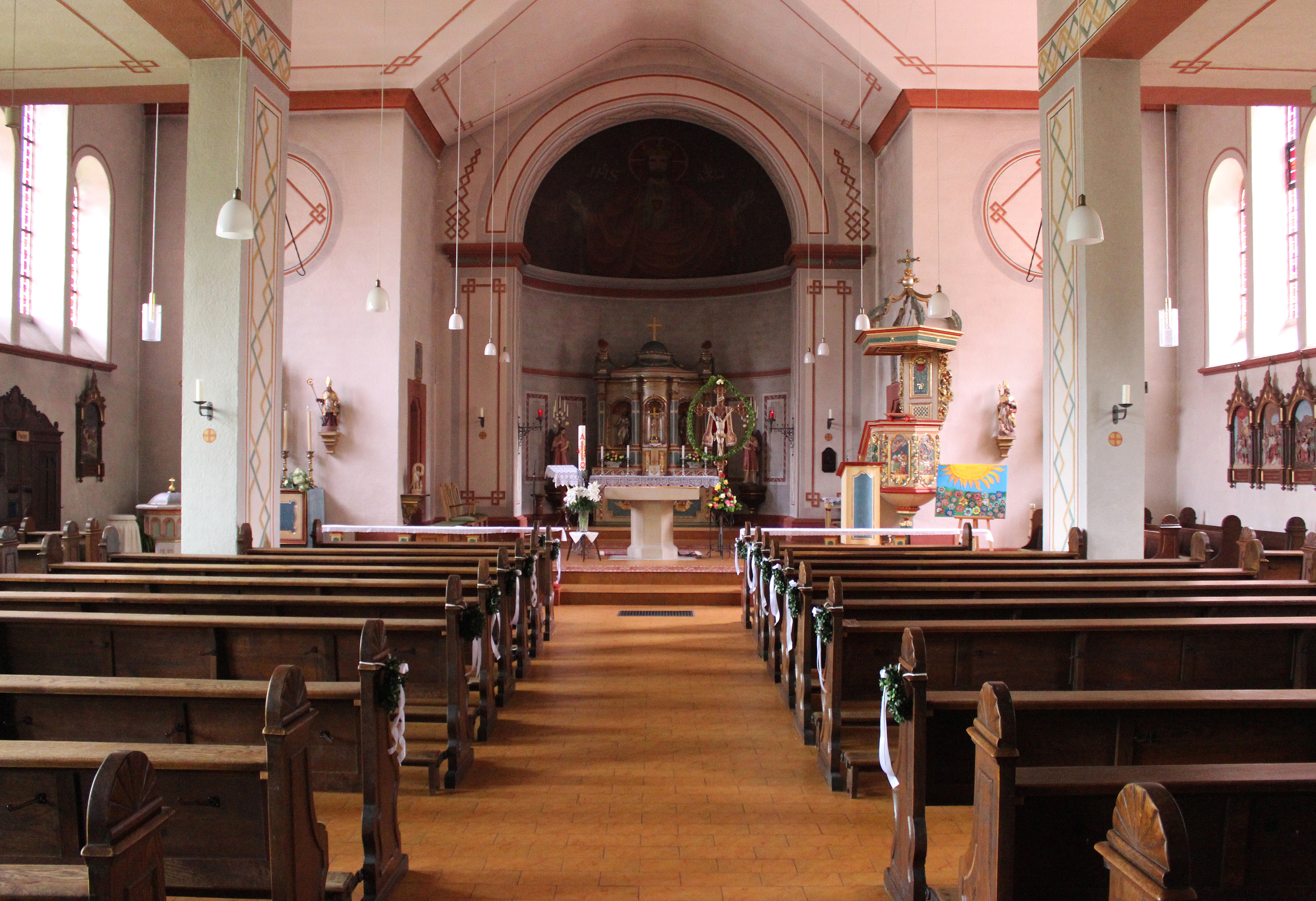
Blick ins Innere der Kirche

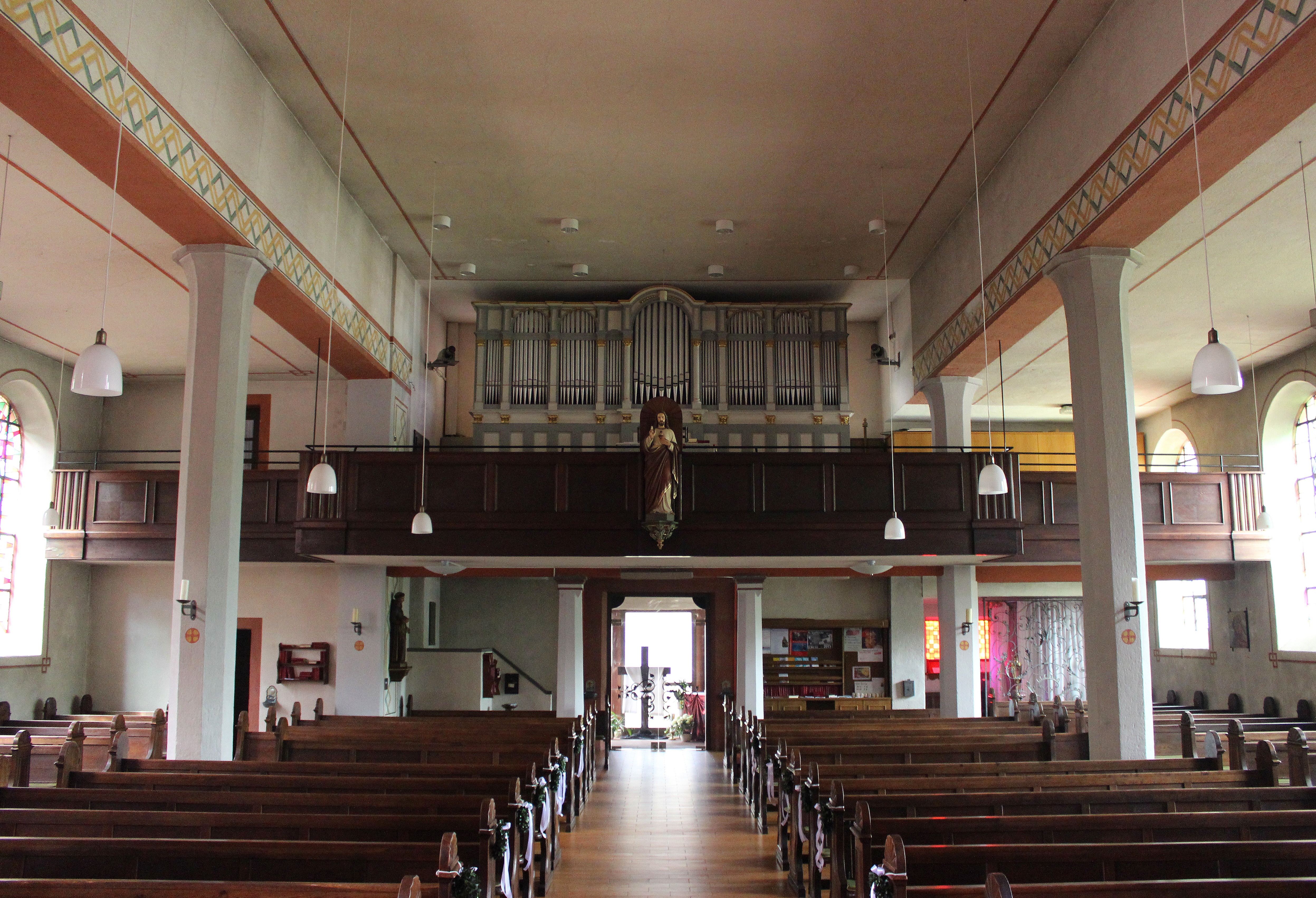
Blick zur Orgelempore

Die St.-Antonius-Kirche ist eine katholische Kirche in Saarhölzbach. Die Kirche steht als Einzeldenkmal unter Denkmalschutz.

## Geschichte
Bereits um 1290 erhielt Saarhölzbach eine kleine Kapelle, die zu der nahen Abtei Mettlach gehörte. 1430 erhielt der Ort dann eine erste Antoniuskapelle, die auf dem Platz der heutigen Kirche stand. 1792 riss man die Kapelle ab und errichtete eine einschiffige klassizistische Kirche. 1848 wurde der Sakralbau ein erstes Mal nach Plänen des Fabrikbaumeisters Karl August von Cohausen erweitert. Ab 1930 folgte eine umfangreiche Vergrößerung der Kirche durch den Architekten Peter Marx: Das Gebäude erhielt zwei Seitenschiffe. Die heutige Kirche wurde dann am 20. Januar 1934 eingeweiht. Im Zweiten Weltkrieg wurden Dach, Decke und Fenster stark beschädigt. Die Kriegsschäden wurden zwischen 1945 und 1950 behoben. 1973 wurde die Kirche umfassend renoviert, dabei wurde auch die wertvolle Kanzel von Mrziglod-Leiß (Tholey) restauriert. 2006 wurde die Orgel umfassend restauriert.

## Architektur
Das Gebäude verläuft in West-Ost-Richtung. Das Eingangsportal liegt im Westen. Im Südwesten umschließt das Kirchengebäude von zwei Seiten einen viereckigen Glockenturm, dessen Fassade durch zwei Gurtgesimse unterbrochen ist.

## Ausstattung
Bedeutendstes Werk im Innenraum ist die hölzerne Kanzel im Louis-seize-Stil, die vermutlich aus einer Schlosskapelle stammt. Sie stand ursprünglich in der Kirche St. Johann in Mettlach und wurde von der Gemeinde Saarhölzbach 1810 gekauft. 2002 erhielt die Kirche einen neuen Altar aus Sandstein, der vor dem Chorraum steht. Das Gewölbe des Chorraumes ist mit einem Christusporträt ausgemalt, das von dem Kirchenmaler Alfred Gottwald (Bonn) stammt. Im Chorraum befindet sich ein Hochaltar mit barocken Formen aus dem Jahr 1793. Er wurde von dem Mettlacher Klosterschreiner Johannes Grim erbaut. Außerdem besitzt die Kirche vier große Heiligenfiguren des hl. Nikolaus, hl. Hubertus, hl. Eligius und hl. Michael aus dem 18. Jahrhundert.

## Orgel
Die Orgel der Pfarrkirche wurde 1903 durch die Gebrüder Späth für die Pfarrkirche St. Sebastian in Oberkirchberg (Gemeinde Illerkirchberg) erbaut und 2006 nach Saarhölzbach überführt. 2009 erfolgte eine Überholung der Pneumatik des Spieltisches durch Orgelbau Kutter.
Die Orgel hat eine pneumatische Register- und Tontraktur und 12 Registern auf zwei Manualen und Pedal. Die Disposition lautet wie folgt:
| I Hauptwerk C–f3 |           |       |
| 1.               | Prinzipal | 8′    |
| 2.               | Gambe     | 8′    |
| 3.               | Dolce     | 8′    |
| 4.               | Gedackt   | 8′    |
| 5.               | Octave    | 4′    |
| 6.               | Rohrflöte | 4′    |
| 7.               | Mixtur    | 2 ⁄3′ |

| II HInterwerk C–f3 |                |    |
| 8.                 | Principalflöte | 8′ |
| 9.                 | Salicional     | 8′ |
| 10.                | Fugara         | 4′ |

| Pedal C–d1 |          |     |
| 11.        | Subbaß   | 16′ |
| 12.        | Octavbaß | 8′  |

- Koppeln:
  - Normalkoppeln: II/I, I/P, II/P
  - Superoktavkoppeln: II/I
- Spielhilfen: Feste Kombinationen: Piano, Mezzo Forte, Forte

## Gemeinde
Die Pfarrgemeinde mit 1400 Katholiken gehört zur Pfarreiengemeinschaft St. Lutwinus Mettlach.